# Мозолівська сільська рада
Мозолі́вська сільська́ ра́да — адміністративно-територіальна одиниця та орган місцевого самоврядування в Підгаєцькому районі Тернопільської області. Адміністративний центр — село Мозолівка.

## Загальні відомості
- Територія ради: 14,36 км²
- Населення ради: 182 особи (станом на 2001 рік)

## Населені пункти
Сільській раді підпорядковані населені пункти:
- с. Мозолівка

## Населення
За переписом населення України 2001 року в сільській раді мешкали 182 особи. 100 % населення вказало своєю рідною мовою українську мову.

## Склад ради
Рада складається з 12 депутатів та голови.
- Голова ради: Заходняк Ярослава Володимирівна
- Секретар ради: Порохонько Олександра Богданівна

### Керівний склад попередніх скликань
| Прізвище, ім'я, по батькові     | Основні відомості                                                 | Дата обрання | Дата звільнення |
| ------------------------------- | ----------------------------------------------------------------- | ------------ | --------------- |
| Заходняк Ярослава Володимирівна | Сільський голова, 1962 року народження, освіта вища               | 26.03.2006   | 31.10.2010      |
| Заходняк Ярослава Володимирівна | Сільський голова, 1962 року народження, освіта вища, позапартійна | 31.10.2010   |                 |

Примітка: таблиця складена за даними сайту Верховної Ради України

### Депутати
За результатами місцевих виборів 2010 року депутатами ради стали:

#### За суб'єктами висування
| Суб'єкт висування | Кількість обраних депутатів | %   |
| ----------------- | --------------------------- | --- |
| Самовисування     | 12                          | 100 |

#### За округами
| № округу | Прізвище, ім'я, по батькові      | Дата визнання обраним | Освіта  | Партійна приналежність | Відомості про обраного депутата                              |
| -------- | -------------------------------- | --------------------- | ------- | ---------------------- | ------------------------------------------------------------ |
| 1        | Гончар Надія Омелянівна          | 03.11.2010            | середня | позапартійна           | Мозолівське «ТЕКО», продавець                                |
| 2        | Порохонько Петро Григорович      | 03.11.2010            | середня | позапартійний          | студент                                                      |
| 3        | Лагошняк Ольга Іванівна          | 03.11.2010            | середня | позапартійна           | с. Мозолівка фельдшерсько-акушерський пункт, зав.відділенням |
| 4        | Порохонько Олександра Богданівна | 03.11.2010            | середня | позапартійна           | Мозолівська сільська рада, секретар                          |
| 5        | Метельська Світлана Теодозіївна  | 03.11.2010            | середня | позапартійна           | с. Мозолівка, соц.працівник                                  |
| 6        | Гальма Богдан Ігорович           | 03.11.2010            | середня | позапартійний          | тимчасово не працює                                          |
| 7        | Івашко Любомира Іванівна         | 03.11.2010            | вища    | позапартійна           | Мозолівська сільська рада, землевпорядчик                    |
| 8        | Рибак Мирослав Володимирович     | 03.11.2010            | середня | позапартійний          | Будинок культури, зав.відділенням                            |
| 9        | Ломницький Тарас Григорович      | 03.11.2010            | середня | позапартійний          | пенсіонер                                                    |
| 10       | Гурей Богдан Романович           | 03.11.2010            | вища    | позапартійний          | тимчасово не працює                                          |
| 11       | Дармохід Богдан Павлович         | 03.11.2010            | середня | позапартійний          | ПАП «Воля», тракторист                                       |
| 12       | Гурей Руслана Тарасівна          | 03.11.2010            | середня | позапартійна           | пошта, листоноша                                             |